# Selaginella intermedia
Selaginella intermedia är en mosslummerväxtart som först beskrevs av Carl Ludwig von Blume och som fick sitt nu gällande namn av Antoine Frédéric Spring.
Selaginella intermedia ingår i släktet mosslumrar och familjen mosslummerväxter. Utöver nominatformen finns också  underarten Selaginella intermedia dolichocentrus.